# Thymaris tener
Thymaris tener là một loài tò vò trong họ Ichneumonidae.